# Jordi Lafebre
Jordi Lafebre est un illustrateur, scénariste et dessinateur de bande dessinée catalan né en 1979 à Barcelone (Espagne).

## Biographie
Après avoir étudié le dessin aux beaux-arts à l'Université de Barcelone, puis la bande dessinée à l'École Joso de Barcelone, il travaille dès 2001 dans l'illustration pour des publicités ainsi que pour différents magazines en Espagne (notamment Nobanda, Penthouse Comix et Wet Comix). Dans le magazine jeunesse Mister K, il publie El mundo de Judy sur un scénario de Toni Font. Sa rencontre avec le scénariste Zidrou, qui vit en Espagne, va être déterminante : avec celui-ci, Jordi Lafebre va tout d'abord réaliser quelques histoires courtes publiées dans le journal de Spirou, qui seront reprises dans les deux albums collectifs La vieille dame qui n'avait jamais joué au tennis et autres nouvelles qui font du bien et Joyeuses nouvelles pour petits adultes et grands enfants, puis se lancer dans des one shot avec Lydie et La Mondaine avant d'entamer la série Les Beaux étés. Parallèlement à sa carrière d'auteur, Jordi Lafebre est enseignant à l'École Joso de Barcelone,,.
« Zidrou habite dans le midi espagnol. Il a vu mon travail dans un magasin pour enfants et il m’a contacté. Je lui en serai reconnaissant toute ma vie ! Le jour où nous nous sommes rencontrés à Barcelone, nous avons décidé de préparer un projet ensemble, juste le temps de prendre un coca. »

## Publications
- La vieille dame qui n'avait jamais joué au tennis et autres nouvelles qui font du bien, scénario de Zidrou, dessin de Sergio Cordoba, Monsieur H., José Homs, Maly Siri, Esther Gili, Pedro J. Colombo, Jordi Lafebre, Jordi Sampere, Laurent Van Beughen, Dupuis, 2009
- Joyeuses nouvelles pour petits adultes et grands enfants, scénario de Zidrou, dessin de Alexeï Kispredilov, Denis Bodart, Édith, Frank, Mio Franco, Jordi Lafebre, Oriol, Roger, Laurent Van Beughen, Will, Dupuis, 2010
- Lydie, scénario de Zidrou, Dargaud, 2010
- La Mondaine, deux tomes, scénario de Zidrou, Dargaud, 2014
- Les Beaux Étés, scénario de Zidrou, Dargaud
  1. Cap au Sud, 2015
  2. La Calanque, 2016
  3. Mam'zelle Estérel, 2017
  4. Le Repos du guerrier, 2018
  5. La Fugue, 2018
  6. Les Genêts, 2021
- Malgré tout, dessin et scénario de Jordi Lafebre, Dargaud, 2020
- Intégrale Les Beaux Étés, scénario de Zidrou, Dargaud, 2022
- Je suis leur silence, dessin et scénario de Jordi Lafebre, Dargaud, 2023

## Récompenses
- 2010 : prix Diagonale du meilleur album, avec Zidrou, pour Lydie[6].
- 2021 : prix Albert-Uderzo du meilleur album pour Malgré tout[7]